# Elisabeth Hauptmann
Elisabeth Hauptmann (Peckelsheim, Westfalia, 20 de junio de 1897-Berlín Este, 20 de abril de 1973) fue una escritora alemana conocida por trabajar con Bertolt Brecht.
Fue condecorada con la Orden del mérito patriótico (RDA) (Vaterländischer Verdienstorden) en 1972.